# Haßfurt
Haßfurt – miasto powiatowe w Niemczech, w kraju związkowym Bawaria, w rejencji Dolna Frankonia, siedziba regionu Main-Rhön, oraz powiatu Haßberge. Leży około 130 km na wschód od Frankfurtu nad Menem i 80 km na północny zachód od Norymbergi, nad Menem, przy autostradzie A70, drodze B26 i linii kolejowej Bamberg – Schweinfurt.

## Dzielnice
W skład miasta wchodzą następujące dzielnice: 
- Haßfurt
- Augsfeld
- Mariaburghausen
- Oberhohenried
- Prappach
- Sailershausen
- Sylbach
- Uchenhofen
- Unterhohenried
- Wülflingen

## Historia
Pierwsze wzmianki o miejscowości pojawiły się w 1230.
Przyłączanie poszczególnych dzielnic w granice miasta:
- 1 stycznia 1972 – Augsfeld, Sailershausen i Sylbach
- 1 stycznia 1976 – Mariaburghausen
- 1 czerwca 1976 – Oberhohenried i Unterhohenried
- 1 maja 1978 – Prappach, Uchenhofen i Wülflingen

### Demografia
| Rok  | Liczba mieszk. |
| 1970 | 5715           |
| 1987 | 5901           |
| 2000 | 6914           |
| 2005 | 7063           |

## Polityka

### Rada miasta
|      | CSU | SPD | Zieloni | Związek Wyborców | FDP | Lista Młodych | Razem     |
| 2002 | 12  | 5   | 2       | 3                | 1   | 1             | 25 miejsc |

### Burmistrzowie
- 1945–1948: Gottfried Hart, CSU
- 1948–1952: Hans Brochloß, CSU
- 1952–1972: Dr. Hans Popp, Związek Wyborców Haßfurt
- 1972–1978: Alfons Schwanzar, SPD
- 1978–1990: Rudolf Handwerker, CSU
- 1990–1997: Michael Siebenhaar, CSU
- od 1997: Rudi Eck, CSU

## Zabytki i atrakcje
- miejski kościół parafialny pw. św. Kiliana (St. Kilian) z 1390 z pracami Tilmana Riemenschneidera
- Brama Bamberska
- Brama Würzburska
- kaplica rycerska wybudowana w 1431, z 238 herbami
- kaplica przyszpitalna z 1430
- Rynek
- stary ratusz wybudowany w 1514
- nowy ratusz z 1700

## Osoby

### Urodzone w Haßfurcie
- Stephan Mösinger (1697 – 1751), w latach 1734 – 1751 opat klasztoru Langheim
- Herman Neuberger (1918 – 2005); amerykański rabin
- Fritz Sauckel (1894 – 1946); polityk NSDAP, zbrodniarz wojenny

### Związane z miastem
- Karlheinz Deschner, pisarz, krytyk religijny
- Carl Alexander Heideloff, architekt

## Galeria

Haßfurt
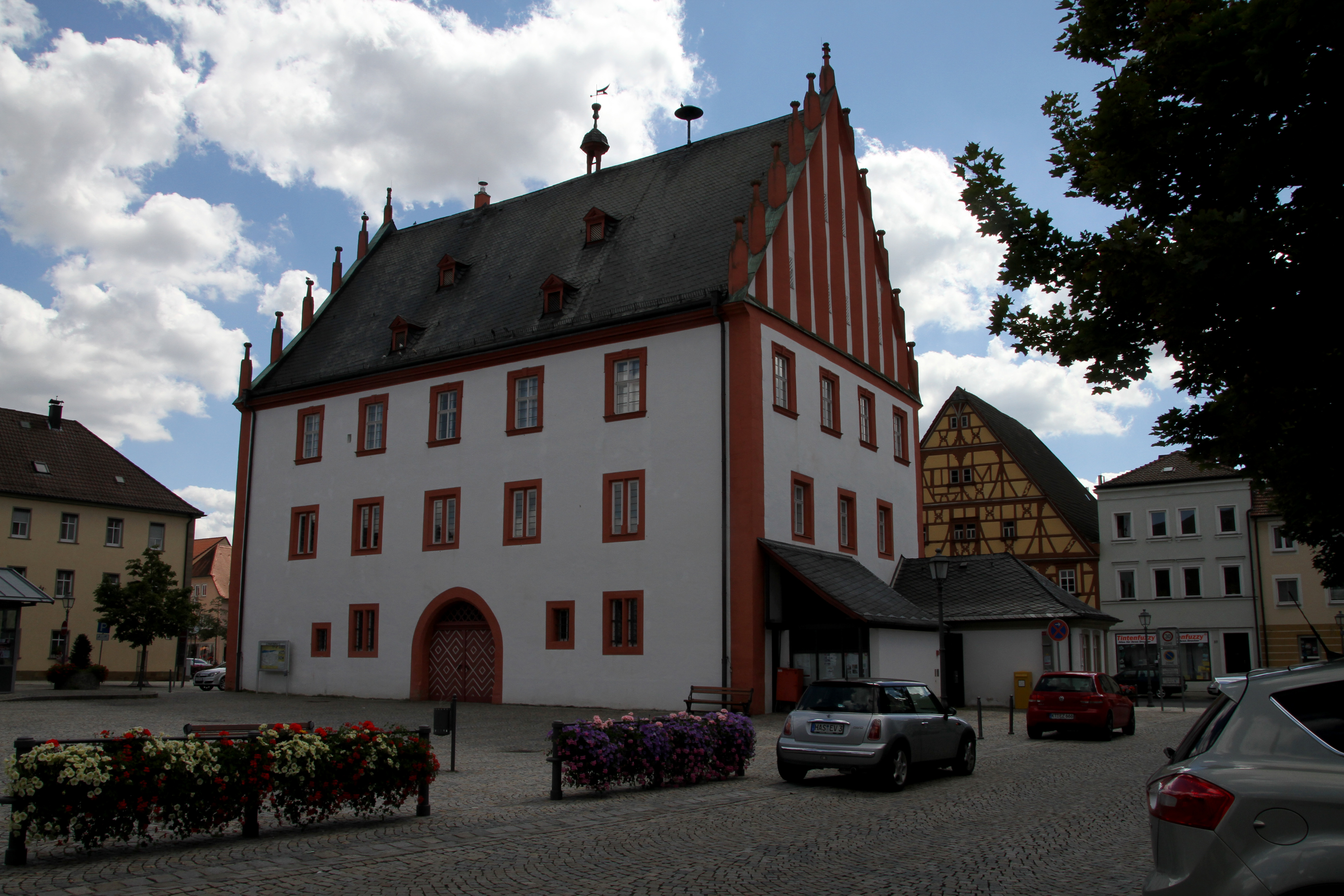
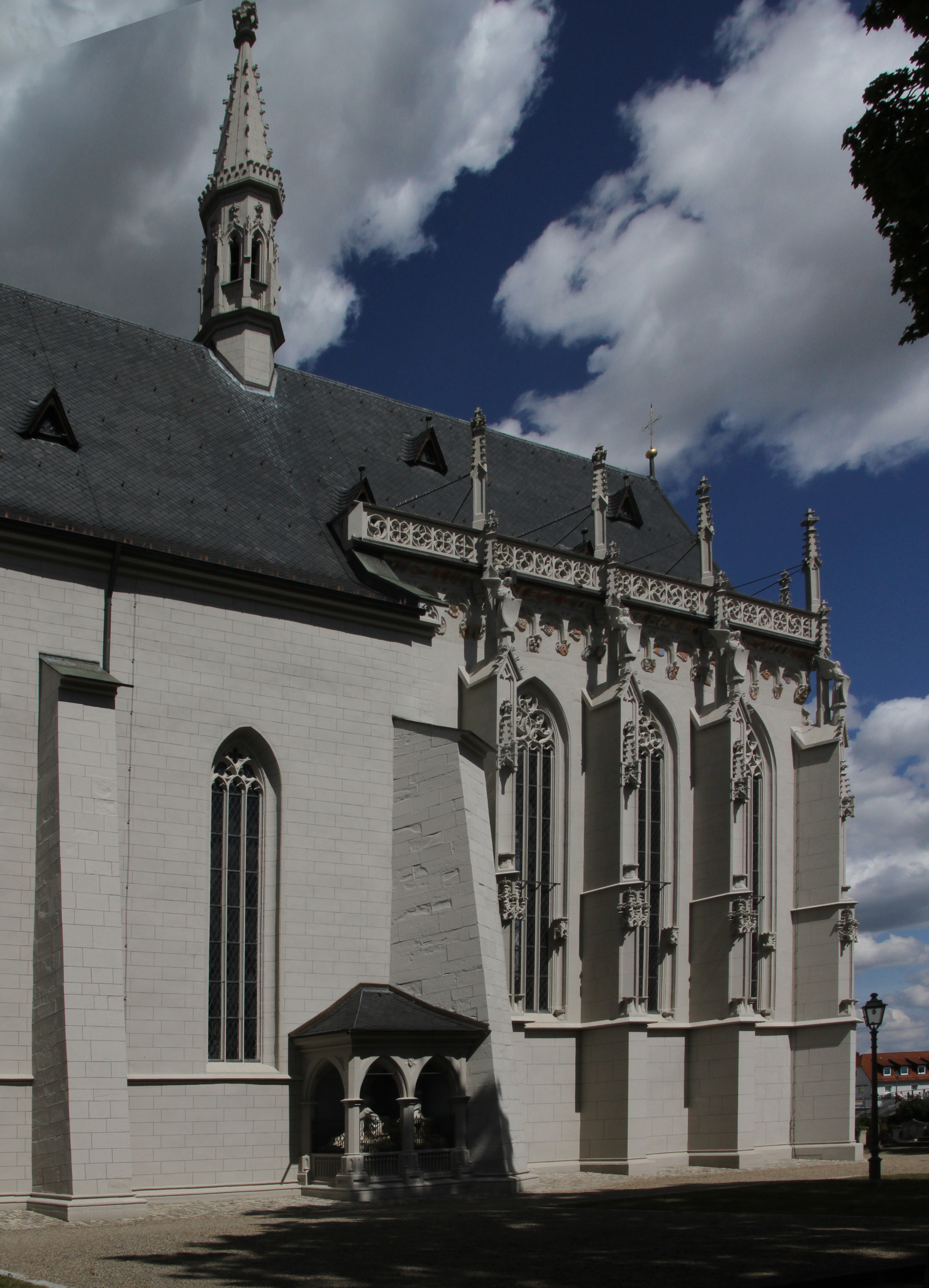
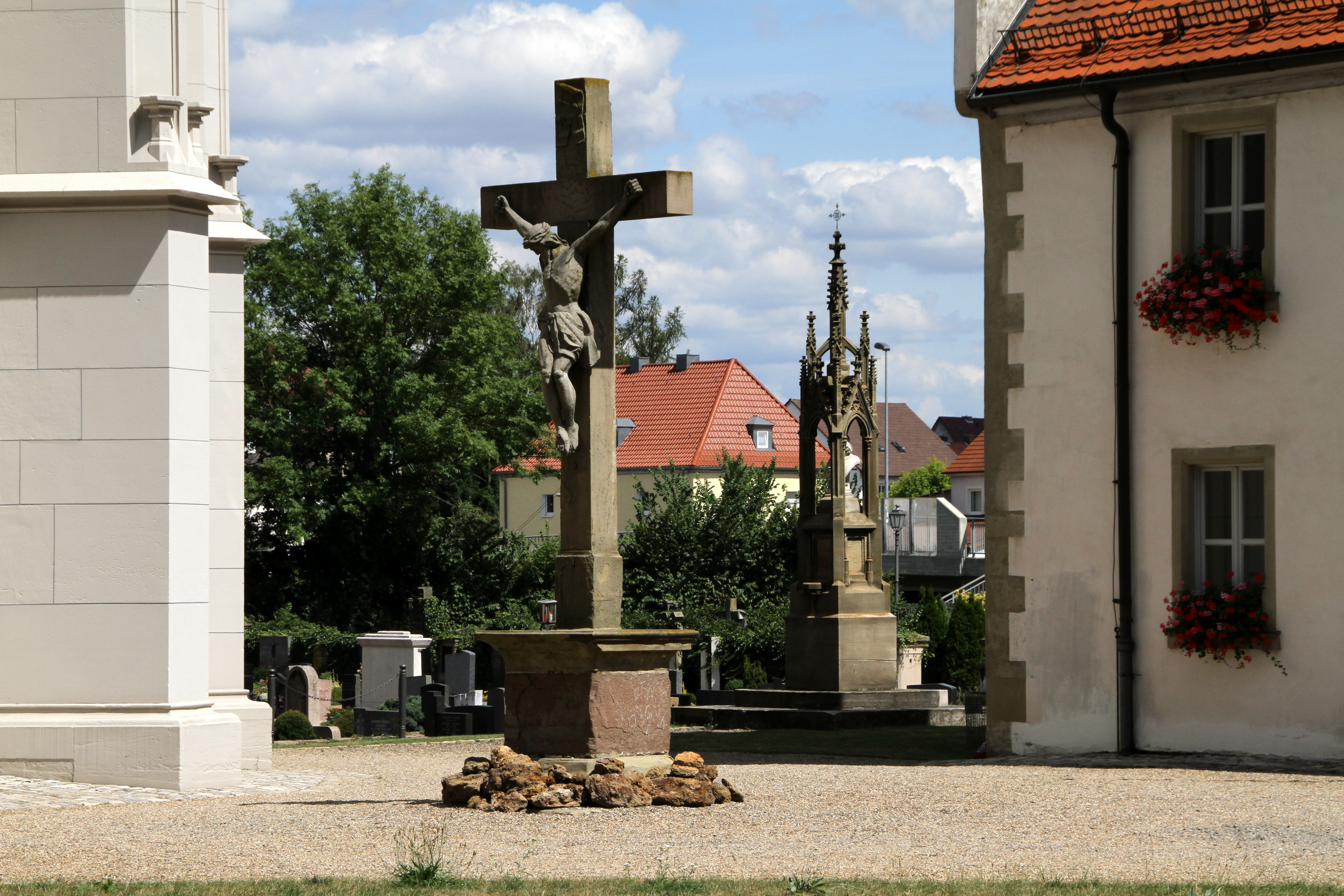
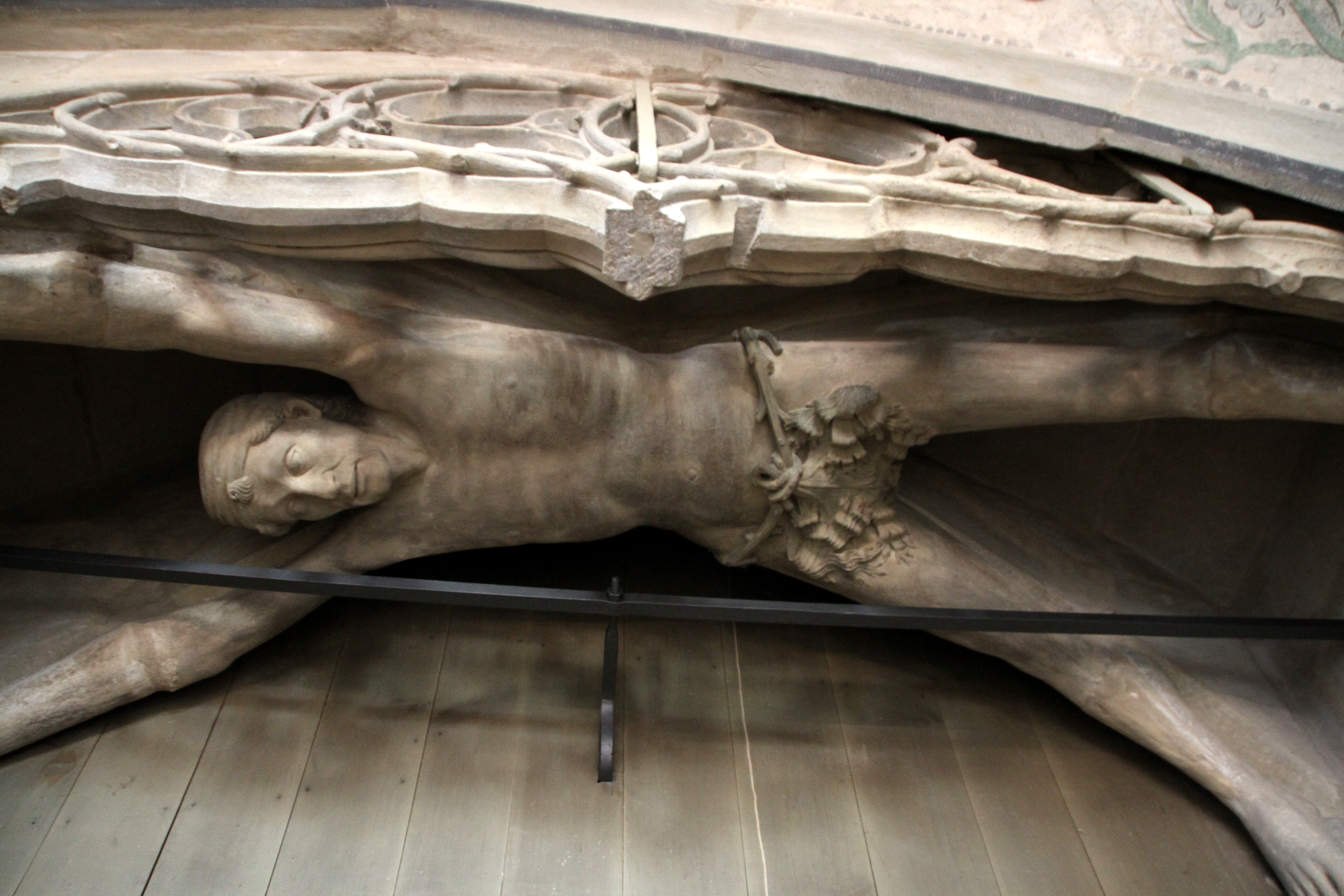
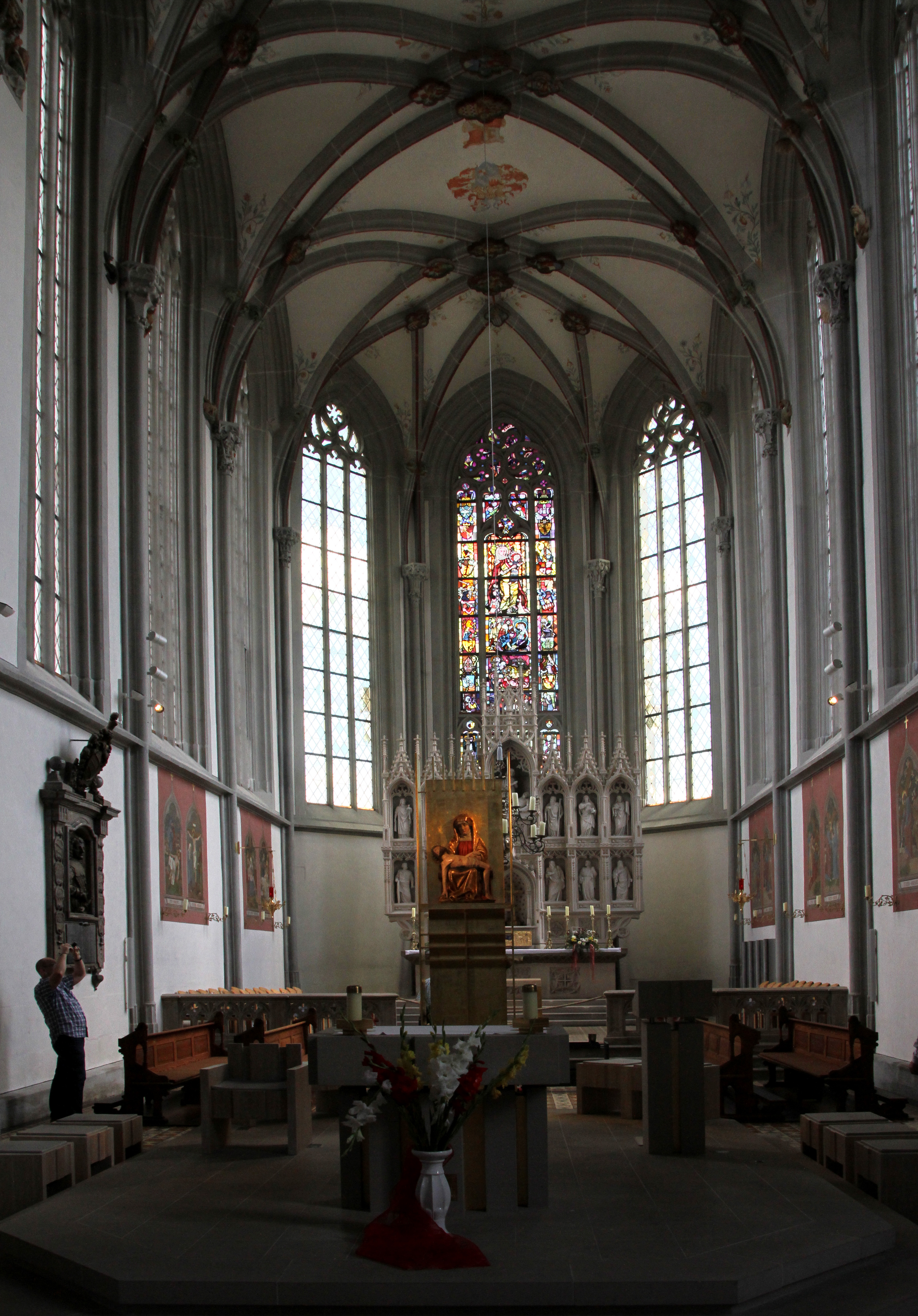
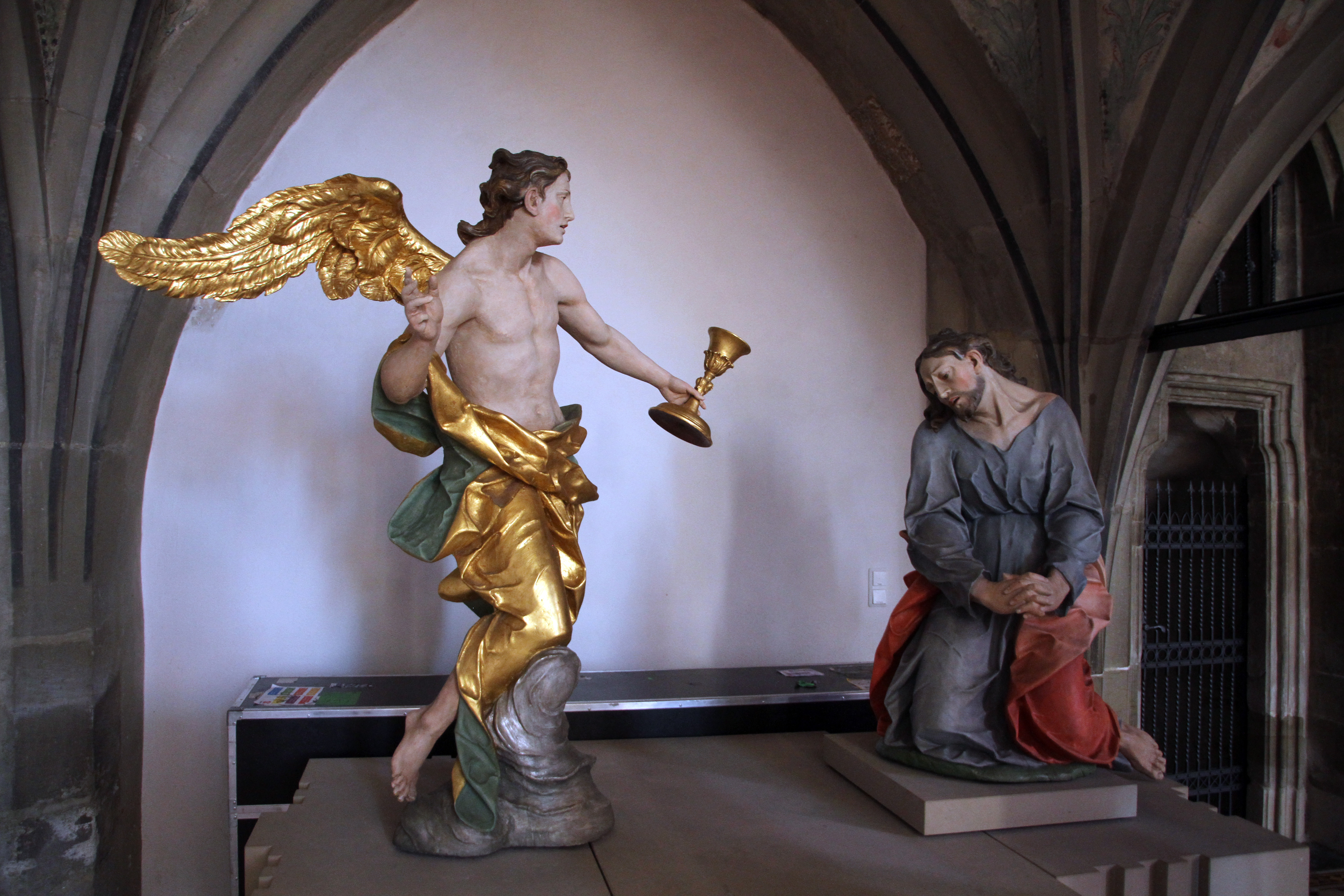
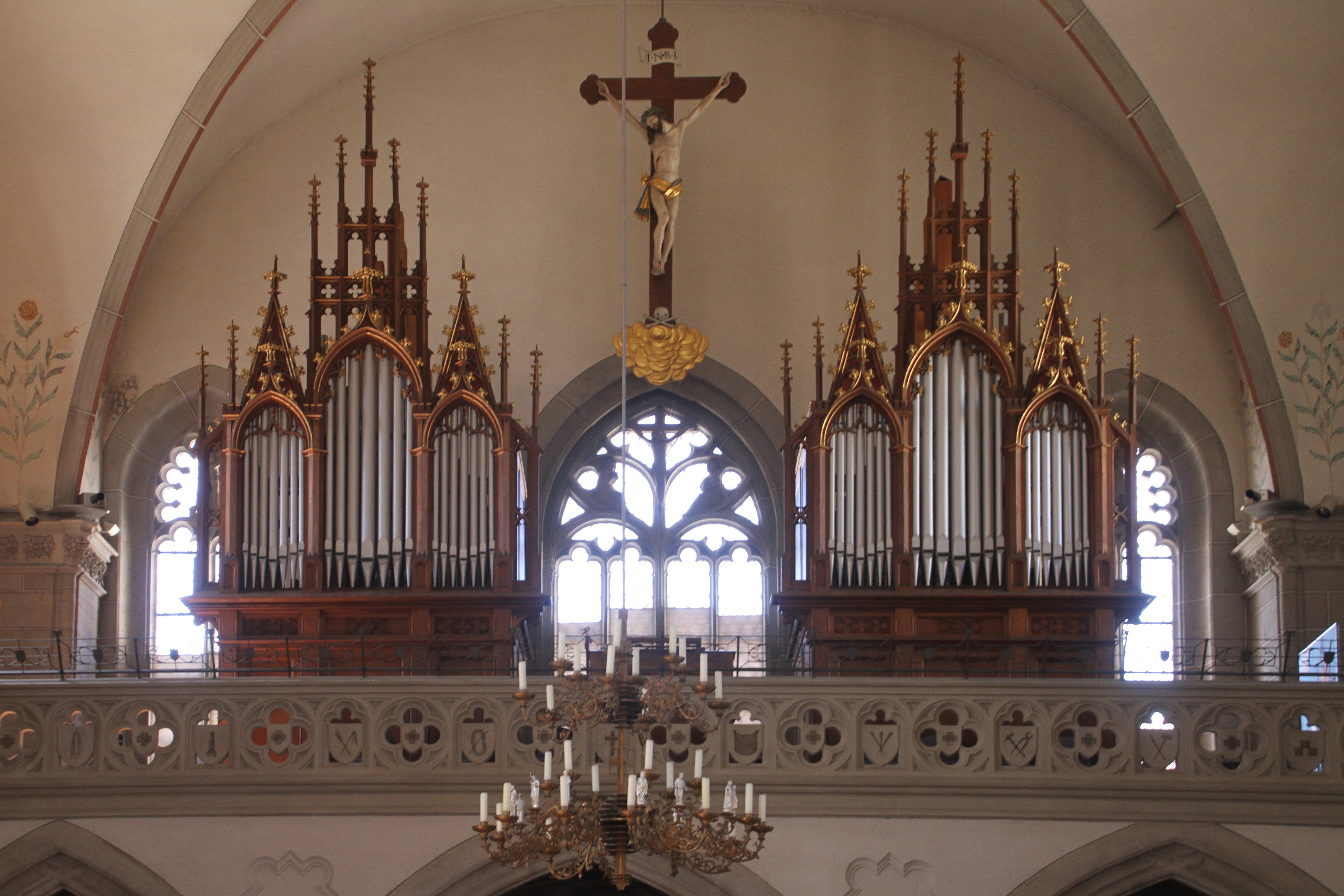
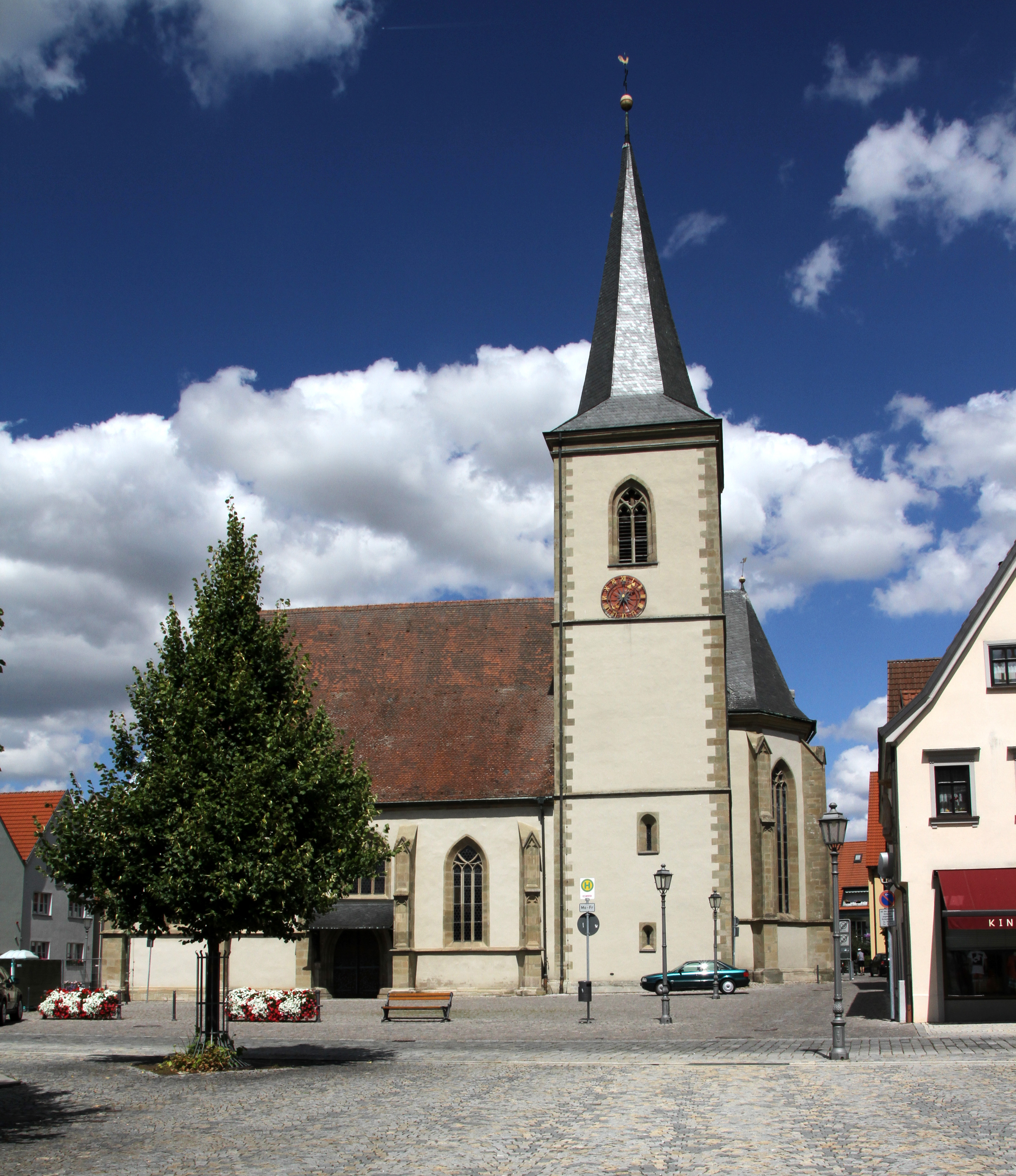